# Орман (дем Костур)
Вижте пояснителната страница за други значения на Орман.
Òрман или Чѝфлико (на гръцки: Κάτω Λεύκη, Като Левки, до 1927 Ορμάν, Орман) е село в Егейска Македония, Република Гърция, в дем Костур, област Западна Македония.

## География
Селото е разположено в Костурската котловина и отстои на 5 километра западно демовия център Костур. Традиционно Орман е махала на съседното село Жупанища (Левки), което е изоставено в 1955 – 1960 година. На църквата „Света Троица“ в Орман е кръстен бившият дем Света Троица.

## История

### В Османската империя
В края на XIX век Орман е чифлик в Костурска каза на Османската империя, броящ около 20 къщи. Независимо от близостта на Жупанища – на около километър, чифликът административно се числи към Нестрамкол, а не към Корещата като Жупанища, а и жителите му се отличават етнографски от корещани.
В „Етнография на вилаетите Адрианопол, Монастир и Салоника“, издадена в Константинопол в 1878 година и отразяваща статистиката на населението от 1873 г., Ерман (Erman) е посочено като село с 48 домакинства и 130 жители българи. Според статистиката на Васил Кънчов („Македония. Етнография и статистика“) в 1900 година Орманъ има 90 жители българи християни.
На Етнографската карта на Битолския вилает на Картографския институт в София от 1901 година Олман е чисто българско село в Костурската каза на Корчанския санджак с 15 къщи.
Според сведение на ръководителите на Илинденско-Преображенското въстание в Костурско Васил Чекаларов, Лазар Поптрайков, Пандо Кляшев, Манол Розов и Михаил Розов, изпратено до всички чуждестранни консулства в Битоля на 30 август 1903 г., в Орман са изгорени 20 къщи, но няма точни сведения за убитите.
Жупанища броеше 120 кѫщи. Като много близко до града до 3. августь не теглихме голѣми мѫки. Наистина, убиха се нѣкои селяни, но то стана вънъ отъ селото. На 3. автустъ, недѣля, забѣлѣзахме нѣщо необикновенно . Илявета и башибозукъ отъ къмъ пѫтя за Сливени съ знамена въ рѫцѣ вървѣха право къмъ нашето село. Ние мислѣхме, че ще дойдатъ да се настанатъ въ селото, за това изпратихме трима души да ги посрѣщнатъ. Ала кога видѣхме, че тримата наши селяни бидоха разсѣчени на парчета, ние много се изплашихме и забѣгнахме въ планината. Най-напрѣдъ тая сгань подпали нѣкои кѫщи въ селцето Орманъ, послѣ се втурна и въ Жупанища. Ограби го и го подпали. Откара ни и всичката жива стока. Изгориха ни при това и тритѣ селски църкви. По съсипано отъ нашето село надали ще има друго. Дойдохме да молимъ дѣдо вкадика да ни помогне повече като на най-сиромаси... Още 9 души други загинаха, но не въ сжщия день.
В началото на XX век цялото население на Орман е под върховенството на Българската екзархия. По данни на секретаря на Екзархията Димитър Мишев („La Macédoine et sa Population Chrétienne“) в 1905 година в Чифлик Орман има 96 българи екзархисти. Гръцка статистика от 1905 година представя селото като чисто българско с 60 жители българи. Според Георги Константинов Бистрицки Орман преди Балканската война има 20 български къщи.
При избухването на Балканската война в 1912 година четирима души от Орман са доброволци в Македоно-одринското опълчение.
В 1915 година костурчанинът учител Георги Райков пише:
| „ | 1 1/4 ч. на северозапад от гр. Костур е разположено българското с. Чифлико, на едно равно място, до шосето, което води от Костур за Билища, Албания. Населението на това село е българско и си говорят на матерния си български язик. Имаха си българска църква със свещеник, българско училище и български учител. | “ |

На етническата карта на Костурското братство в София от 1940 година, към 1912 година Орманъ е обозначено като българско селище.

### В Гърция
През войната селото е окупирано от гръцки части и остава в Гърция след Междусъюзническата война. През 1927 година селото е прекръстено на Като Левки. По време на Гръцката гражданска война част от жителите му емигрират в социалистическите страни, а в селото намират убежище част от жителите на околните по-застрашени села.
В началото на 60-те години Жупанища, горната махала на Орман, е изоставено и жителите му се изселват в Орман, което оттогава започва да бъде обозначавано само с Левки.
| Година    | 1913 | 1920 | 1928 | 1940 | 1951 | 1961 | 1971 | 1981 | 1991 | 2001 | 2011 | 2021 |
| --------- | ---- | ---- | ---- | ---- | ---- | ---- | ---- | ---- | ---- | ---- | ---- | ---- |
| Население | 178  | 160  | 176  | 276  | 247  |      |      |      |      |      |      |      |

## Личности
Родени в Орман
- Алекса Пашов, български революционер от ВМОРО, четник на Аргир Манасиев[16]
- Апостол Томов (1877 – ?), македоно-одрински опълченец, Костурска съединена чета[17]
- Димитър Алексиев, македоно-одрински опълченец, 28-годишен, Първа рота на Шеста охридска дружина, Сборна партизанска рота на МОО, ранен в Междусъюзническата война на 8 юли 1913 година, попаднал в гръцки плен на 12 юли и освободен на 1 март 1914 година[18]
- Димитър (Мито) Шалапут, син на Търпо и племенник на Ичко Шалапутови, комунистически партизанин и съосновател на СНОФ, заедно с Христо Кичов (Маняк), Паскал Насков (Езерец), Тодор Жиков (Жупанища) и Мито Шишков (Жупанища) убиват Лаки Дельо през октомври 1941 година край Сливени, след Гръцката гражданска война живее в Пловдив[19]
- Живко Николов Анастасов (1881– след 1943), български революционер от ВМОРО
- Павел Николов (1893 – ?), македоно-одрински опълченец, Втора рота на Трета кукушка дружина[20]
- Търпо Гямов Шалапутов (1876 – 1939), български революционер от ВМОРО, македоно-одрински опълченец
- Христо Гямов Шалапутов (? - 1897), български революционер от ВМОРО

Починали в Орман
- Търпо Гямов Шалапутов (1876 – 1939), български революционер от ВМОРО